# نوشیروان کیهانی‌زاده
نوشیروان کیهانی‌زاده (زادهٔ بهمن ۱۳۱۵ در کرمان)، روزنامه‌نگار و مورخ ایرانی مقیم آمریکاست.

## زندگی‌نامه
نوشیروان کیهانی زاده در سال ۱۳۱۵ در کرمان متولد شد.او شهریور ۱۳۳۵، پس از گذراندن «نخستین دوره آموزش روزنامه‌نگاری ایران» خبرنگاری را از میز اقتصادی روزنامه اطلاعات آغاز کرد. ۱۱ سال کار او در روزنامه اطلاعات، پوشش حوادث شهر تهران و رسیدگی‌های قضایی بود. او سال‌ها دبیر سرویس فرهنگی - آموزشی و نویسنده فیچر و نظر، دبیر اخبار بین‌الملل این روزنامه تا معاونت سردبیر آن بود و در این روزنامه قدیمی ایران، ستون تفسیر و ستون «امروز در تاریخ» داشت. کیهانی زاده به موازات کار در روزنامه اطلاعات، در خبرگزاری پارس، دبیر و مفسر اخبار بین‌الملل، یکی از سردبیران اخبار رادیو سراسری ایران و بیش از ۷ سال سردبیر اخبار رادیوتلویزیون ملی بود. ایجاد «برنامه رادیویی در گوشه و کنار شهر» در نیمه اول دهه ۱۳۴۰، «امروز در تاریخ» برای تلویزیون ملی از بهمن ۱۳۵۰ و در چارچوب اخبار رادیو، بخشی با هدف آموزش عمومی و ارتقای سطح معلومات در توضیح کامل هر «رویداد مهم روز» و… از ابتکارهای او به‌شمار می‌روند. او همچنین ۲۲ سال مدرس تاریخ بود و یک کتاب درسی تاریخ برای دبیرستان‌های شبانه دولتی تألیف کرد. کیهانی زاده در دهه ۱۳۷۰ ستون‌های متعدد در روزنامه‌های همشهری و ایران و در دهه ۱۳۸۰ در همشهری، شرق و اعتماد داشت.

## تحصیلات

### تاریخ
1. دکترا از انستیتوی مطالعات آسیایی کالیفرنیا[نیازمند منبع]
2. گواهینامه تاریخ سیاسی- نظامی از دانشگاه الدومینیون (ODU) آمریکا
3. لیسانس و فوق لیسانس تاریخ از دانشگاه تهران
4. تحصیلات محدود در مطالعات خاورمیانه در دانشگاه نیویورک

### روزنامه‌نگاری
1. فوق لیسانس رسانه‌های گروهی از دانشگاه دولتی نورفک (NSU) آمریکا
2. لیسانس روزنامه‌نگاری از همین دانشگاه

- ۳. گواهینامه نخستین دوره روزنامه‌نگاری ایران (سال ۱۳۳۵ خورشیدی)

1. گواهینامه نخستین دوره‌های کوتاه مدت روزنامه‌نگاری دانشگاه تهران
2. گواهینامه عکس خبری از کالج دولتی «چساپیک ویرجینیا» ی آمریکا

### اطلاع‌رسانی و علوم کتاب
- فوق لیسانس علوم کتاب و اطلاع‌رسانی از دانشگاه دولتی مریلند آمریکا

## فعالیت‌ها

### روزنامه‌نگاری
- عضو تحریریه روزنامه اطلاعات از خرداد ۱۳۳۵ تا ۱۳۵۹ (خبرنگاری، دبیری صفحه حوادث، دبیری اخبار و گزارش روز، دبیر اخبار و مقالات بین‌المللی و معاونت سردبیر روزنامه اطلاعات).
- عضو تحریریه خبرگزاری پارس (ایرنا) از مهر ۱۳۲۸ تا ۱۳۵۵ (خبرنگاری، ترجمه اخبار، سردبیری اخبار خارجی و مفسر رویدادهای خارجی)
- سردبیر اخبار بامدادی رادیو دولتی ایران از سال ۱۳۳۹ تا ۱۳۵۷ و بخش آخر تلویزیون ملی.
- در دهه ۱۳۷۰، نوشتن مطالب گوناگون با هدف آموزش و ارتقاء سطح معلومات عمومی مردم به عنوان نویسنده آزاد (غیرموظف) برای نشریات متعدد از جمله مطالب تاریخی برای روزنامه‌های «ایران»، «همشهری» تحت عناوین «برگی از تاریخ» و «دانش و زندگی»

1. مؤلف سایت تاریخ ایرانیان http://www.iranianshistoryonthisday.com
2. ناشر مجله روزنامک https://rooznamak-magazine.com

### عضویت در مجامع
- دو دوره عضو انتخابی شورای آموزش و پرورش تهران (۱۳۴۸ تا ۱۳۵۵)

1. عضو مؤسس سندیکای خبرنگاران و نویسندگان ایران
2. عضو انجمن فارغ التحصیلان دانشگاه مریلند آمریکا

## تالیفات
تألیف کتب و مطالب متعدد از جمله «امروز در تاریخ» اصول و آیین‌های آموزش و پرورش، کتاب درسی تاریخ برای دبیرستان‌های شبانه، دکتر روزنفلد، دکتر گریفیت، طرح جامع خبرگزاری بین‌المللی غیرمتعهد (به زبان انگلیسی)، تاریخ ادیان (به زبان انگلیسی) و…